# Zselickislak
Zselickislak es un pueblo ubicado en el distrito de Kaposvár, en el condado de Somogy, Hungría.

## Superficie
Posee una superficie de 10,39 kilómetros cuadrados.

## Demografía
Hasta 2019 la población era de 410 habitantes, con una densidad de población de 39,46 habitantes por kilómetro cuadrado.